# Alsóújlak
Alsóújlak là một thị trấn thuộc hạt Vas, Hungary. Thị trấn này có diện tích 21,02 km², dân số năm 2010 là 585 người, mật độ 28 người/km².